# Булаєвська міська адміністрація
Булаєвська міська адміністрація (каз. Булаев қаласы әкімдігі, рос. Булаевская городская администрация) — адміністративна одиниця у складі району Магжана Жумабаєва Північноказахстанської області Казахстану. Адміністративний центр — місто Булаєво.
Населення — 9175 осіб (2021; 9086 у 2009, 10359 у 1999, 12488 у 1989).
Станом на 1989 рік існували Булаєвська міська рада (місто Булаєво, селище Остановочний пункт 2703 км) та Медвежинська сільська рада (село Медвежка).

## Склад
До складу округу входять такі населені пункти:
| Населений пункт                    | Старі назви | Населення, осіб (1989) | Населення, осіб (1999) | Населення, осіб (2009) | Населення, осіб (2021) |
| ---------------------------------- | ----------- | ---------------------- | ---------------------- | ---------------------- | ---------------------- |
| Булаєво, місто                     | -           | 11484                  | 9638                   | 8433                   | 8535                   |
| Медвежка, село                     | -           | 992                    | 721                    | 653                    | 640                    |
| Остановочний пункт 2703 км, селище | -           | 12                     | -                      | -                      | -                      |